# Alekséi Rýkov
Alekséi Ivánovich Rýkov (en ruso: Алексей Иванович Рыков) (13 de febrerojul./ 25 de febrero de 1881greg. – 15 de marzo de 1938) fue un destacado revolucionario bolchevique y político soviético. Tuvo un papel notable en el establecimiento del Gobierno soviético tras la Revolución de Octubre y desempeñó el cargo de presidente del Sovnarkom (presidente del Gobierno) entre 1924 y 1930.
El representante más destacado de la corriente moderada bolchevique, se opuso a las «tesis de abril» de Lenin en 1917 y defendió más tarde infructuosamente la creación de un Gobierno socialista de coalición.
Durante la guerra civil rusa, presidió el Consejo Supremo de Economía, en el que mostró sus dotes de administrador. Entre 1921 y 1924, sirviendo como vicepresidente del Gobierno. A mediados de la década de 1920, desempeñaba los dos cargos de mayor poder en el Gobierno soviético: el de presidente del Gobierno y el de presidente de la Junta de Trabajo y Defensa. Dirigente de la Oposición de derecha. Entre 1931 y 1936, sirvió como comisario de Comunicaciones.

## Orígenes y primeras tareas en el partido
Rýkov nació en Kukarka de la provincia de Vyatka en 1881 en el seno de una familia campesina. Tras graduarse en el gimnasio de Sarátov, ingresó en la Universidad de Kazán en 1900, de donde se lo expulsó por su actividad política, que también condujo a su arresto. Ingresó en el comité socialdemócrata local en 1902, ya como partidario de las posiciones de Lenin. Arrestado en 1903, al recobrar la libertad marchó al extranjero y visitó a Lenin en su exilio suizo.
Se afilió al Partido Obrero Socialdemócrata Ruso (POSDR) en 1898 y se unió a su tendencia bolchevique tras la división escenificada en el 2.º Congreso del POSDR de 1903. 
De regreso a Rusia, Rýkov trabajó como revolucionario profesional en diversas ciudades del Imperio ruso, se convirtió en el principal representante de la corriente bolchevique en el país e ingresó en el comité central del partido en 1905. Participó activamente en la Revolución Rusa de 1905 y encabezó el comité moscovita del partido tras el levantamiento de la ciudad en diciembre. Fue elegido miembro del Comité Central en el III Congreso del POSDR (boicoteado por los mencheviques) de Londres abril de 1905 y en el IV Congreso del POSDR (de unificación), celebrado en Copenhague en 1906. En el V Congreso pasó a ser miembro suplente del CC. 
Rýkov apoyó al líder bolchevique Vladímir Lenin en su lucha contra Aleksandr Bogdánov por la dirección de la corriente bolchevique en 1908-1909 y votó por expulsar a Bogdánov en la conferencia celebrada en junio de 1909 en París. A pesar de su cercanía a Lenin desde 1904, se mostró favorable a la reconciliación con la corriente menchevique. Se opuso a la propuesta de Lenin de formar definitivamente un partido independiente en 1912. La disputa fue interrumpida por la deportación de Rýkov a Siberia; en 1910 fue arrestado por la policía, denunciado por Román Malinovski, agente encubierto de la policía en el partido. Se lo deportó a Narym en la óblast de Tomsk (Siberia) en 1913.

## Periodo interrevolucionario
Rýkov regresó de Siberia a Moscú tras la Revolución de febrero de 1917 y se unió de nuevo a los bolcheviques. Formaba parte del comité del partido en la ciudad, más moderado que la dirección de la oficina regional, cuyos dirigentes eran de una generación más joven. A diferencia de la oficina regional bolchevique, partidaria de la insurrección contra el Gobierno provisional, Rýkov y la dirección del comité moscovita eran mucho más cautos. Se opuso a las «tesis de abril».
Ingresó entonces en el comité ejecutivo del sóviet de la ciudad. Cuando los bolcheviques obtuvieron la mayoría en este órgano, pasó a formar parte de su presidencia colectiva (presidium). Se convirtió en miembro del Sóviet de Petrogrado y posteriormente del de Moscú. Como dirigente bolchevique en Moscú, defendió la posición conciliadora con el nuevo Gobierno provisional. Esta posición moderada que sostenía que el país no estaba preparado para una revolución socialista, compartida con Lev Kámenev, resultó derrotada por la leninista en la conferencia del partido de la primavera.
En el 6.º Congreso del Partido Bolchevique, celebrado en julio-agosto de 1917, fue elegido miembro del Comité Central. Junto con el moderado Víktor Noguín y los radicales Nikolái Bujarin y Afanasi Lómov, se le encargó la dirección de la actividad del partido en Moscú y su región.
A comienzos del otoño, dirigió la corriente favorable a participar en el Preparlamento, que logró imponerse a la que, encabezada por Trotski y respaldada por Lenin desde la clandestinidad, abogaba por ausentarse del nuevo organismo. En el II Congreso de los Soviets, formó parte de la presidencia colectiva. Opuesto, como Noguín, a la insurrección armada, fue miembro del Comité Militar Revolucionario que llevó a cabo la insurrección en Moscú, que se formó tardíamente (el mismo 25 de octubrejul./ 7 de noviembregreg.) y tuvo que vencer una decidida resistencia de los adversarios al derrocamiento del Gobierno provisional.

## Breve comisario del pueblo
Tras la toma del poder, Rýkov fue nombrado comisario del pueblo (ministro del Interior). El 10 de noviembre, tres días tras la insurrección, el sindicato de ferroviarios convocó una huelga general de su sector contra los bolcheviques. Grigori Zinóviev, Lev Kámenev y sus aliados en el CC argumentaron que no había otra elección sino entablar negociaciones en un sector estratégico. Defendían la formación de un Gobierno de coalición de los partidos socialistas. Aunque la posición de Kámenev, Zinóviev y Rýkov era mayoritaria al principio, la rápida derrota de los contrarrevolucionarios en Petrogrado permitió a Lenin y Trotski convencer al resto para abandonar el proceso de negociación. Como respuesta, Zinóviev, Kámenev, Alekséi Rýkov, Vladímir Miliutin y Víktor Noguín dimitieron como miembros del Comité Central y del Gobierno el 4 de noviembrejul./ 17 de noviembregreg.. El 29 de noviembrejul./ 12 de diciembregreg., sin embargo, aceptó la postura mayoritaria junto con otros de los dimitidos ante la amenaza de expulsión del partido si mantenían su oposición.

## Cargos durante la guerra civil
El 3 de abril de 1918, Rýkov fue nombrado presidente del Consejo Superior de Economía Nacional y ejerció ese puesto durante la guerra civil rusa  hasta la introducción de la Nueva Política Económica en mayo de 1921. El 5 de julio de 1919 fue elegido miembro del reorganizado Consejo Militar Revolucionario del Ejército Rojo, donde permaneció hasta octubre de ese mismo año. En julio de 1919 y con el objetivo de mejorar la coordinación de los organismos responsables de las industrias relacionadas con la guerra civil, se lo nombró representante plenipotenciario especial de la Junta de Defensa para el abastecimiento del Ejército Rojo y la Armada (Chusosnabarm). Durante los meses siguientes y bajo la dirección de Rýkov, se racionalizó la organización encargada de este fin y mejoró notablemente el abastecimiento del frente.
Rýkov fue elegido de nuevo miembro del Comité Central del Partido Comunista de la Unión Soviética el 5 de abril de 1920, tras el 9.º Congreso, así como del Buró de Organización, donde permaneció hasta el 23 de mayo de 1924. Durante el mismo congreso, se mostró reacio a la implantación del modelo de economía nacional planificada, defendido por Trotski y aprobado en las sesiones.

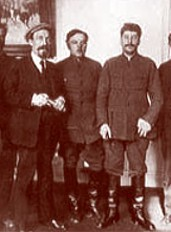
Rýkov, Voroshílov y Stalin, abril 1925. Los tres eran miembros del Politburó desde el congreso de 1926.

Tras la victoria bolchevique en la Guerra Civil, Rýkov dimitió de la dirección del Consejo Superior de Economía Nacional el 28 de mayo de 1921. Con el empeoramiento de la enfermedad de Lenin, se designó a Rýkov vicepresidente de la Junta de Defensa de la RSFS de Rusia y oficiosamente, del Consejo de Comisarios del Pueblo (Sovnarkom) el 27 de mayo. Su nombramiento fue el primero de una serie que tenía como objetivo liberar a Lenin de parte de las tareas que había desempeñado hasta entonces en el Gobierno y organizar su sustitución durante sus ausencias. Su principal fortaleza era su experiencia en organismos relacionados con la economía, obtenida a lo largo de la guerra civil, lo que contribuyó decisivamente a su elección como vicepresidente de la Junta, convertida ya entonces en un organismo de coordinación económica. Considerado como un gran gestor económico y con gran influencia en Lenin en estas cuestiones, carecía de educación formal en economía o de experiencia previa en los negocios. Durante las crecientes ausencias de Lenin debidas a su enfermedad, Rýkov lo sustituyó también en la presidencia de las sesiones del Sovnarkom, lo que hizo que se lo considerase, a pesar de no tener un nombramiento oficial, vicepresidente también de este organismo. Su enfermedad a finales de 1921, curada gracias al tratamiento en Alemania, produjo el nombramiento de un segundo vicepresidente, Aleksandr Tsiurupa.
Rýkov fue elegido miembro del Politburó el 3 de abril de 1922 tras el 11.º Congreso; Lenin lo había propuesto para el cargo durante el congreso. El nombramiento era parte de los intentos de este de limitar el poder del partido en las tareas de gobierno, que había aumentado durante la guerra civil. La inclusión de un vicepresidente del Sovnarkom como Rýkov en el politburó debía limitar la necesidad de acudir a este y crear un puesto similar al de Lenin, miembro a la vez de los dos organismos. Rýkov, sin embargo, no se mostró a la altura de la complicada tarea de detener la decadencia del Sovnarkom como centro de las decisiones políticas en favor del Politburó, a pesar de las esperanzas de Lenin. En ausencia de Lenin, que delegó la presidencia de las sesiones del Sovnarkom en Rýkov, se agudizó la tendencia a acudir al Politburó para dirimir las disputas entre comisarías y departamentos gubernamentales y creció la actividad de la secretaría del comité central y del Orgburó, controlados en la práctica por Stalin.
Tras la fundación de la Unión Soviética en diciembre de 1922, Rýkov fue nombrado presidente del Consejo Superior de Economía Nacional de la URSS y vicepresidente del Consejo de Comisarios del Pueblo de la URSS (Sovnarkom) el 6 de julio de 1923.

## Presidencia del Sovnarkom y defensa de la NEP
Tras la muerte de Lenin el 21 de enero de 1924, Rýkov dimitió como presidente del Consejo Superior de Economía Nacional de la URSS y fue elegido presidente del Consejo de Comisarios del Pueblo tanto de la URSS como de la RSFS de Rusia el 2 de febrero. Permaneció en este puesto hasta 1930. A pesar de su talento como administrador, no logró mantener la importancia del cargo que este había tenido con Lenin. El otro puesto de Lenin, el de presidente del Consejo de Trabajo y Defensa de la URSS, pasó a otro vicepresidente, Lev Kámenev.
Junto a Nikolái Bujarin y Mijaíl Tomski, Rýkov formó el ala moderada del Partido Comunista en los años 20, defendiendo la restauración parcial de la economía de mercado bajo las políticas de la NEP. Esta «derecha» del partido sostenía que la necesaria industrialización debía provenir de los fondos obtenidos de la tributación racional del campesinado y de la mejoría económica que se esperaba de la NEP. Opuesto firmemente a las propuestas de la oposición, sus posiciones a favor de la cooperación del proletariado urbano y del campesinado eran prácticamente iguales a las de Bujarin.
Los moderados apoyaron a Stalin, Zinóviev y Kámenev contra la Oposición de izquierdas de León Trotski en 1923-1924. Tras la derrota de Trotski y la ruptura de Stalin con Zinóviev y Kámenev en 1925, Rýkov, Bujarin y Tomski apoyaron a Stalin contra la Oposición Unificada de Trotski, Zinóviev y Kámenev en 1926-1927. Juntos, los cuatro contaban con una ajustada mayoría en el politburó de siete miembros de 1925, de los que las figuras de la oposición formaban la minoría.
Tras la crítica de Kámenev a Stalin en el 14.º Congreso de diciembre de 1925, este perdió la presidencia del Consejo de Trabajo y Defensa de la URSS, siendo sustituido por Rýkov el 19 de enero de 1926. Rýkov contaba con notable apoyo entre los especialistas (en algunos casos mencheviques y socialrevolucionarios) que abundaban en algunos ministerios y preferían la Nueva Política Económica a las alternativas de la oposición y se lo consideraba su principal protector; su caída puso fin a la influencia de estos en el Gobierno soviético. Se lo consideraba especialmente capaz en asuntos de economía aplicada, menos teórico y más conservador en política internacional que su aliado Bujarin y era un político popular. En 1926, era uno de los únicos tres miembros de los nueve que formaban el politburó surgido del congreso —junto con sus aliados de la «derecha», Bujarin y Tomski— que no debía su puesto de alguna manera a Stalin, al que criticó veladamente al rechazar la preeminencia de cualquier miembro del organismo sobre los demás. Rýkov no mantenía buenas relaciones con Stalin, del que desconfiaba; dirigían además organizaciones rivales: Stalin controlaba el partido, mientras Rýkov encabezaba la Administración estatal.
Una vez más la Oposición Unificada fue derrotada en diciembre de 1927, a partir de la cual Stalin reorientó su política aplicando las propuestas de industrialización de los opositores, enfrentándose por tanto al ala derecha del Partido. Rýkov, junto con Bujarin y Tomski, se opusieron a las renovadas exacciones al campesinado ordenadas por Stalin en 1927 ante lo exiguo de la cosecha de cereales. En 1928, se opusieron a los intentos de colectivización de las tierras agrícolas. Las dos corrientes maniobraron tras la escena a lo largo de 1928. 
Su condena se produjo en una sesión conjunta del politburó y la presidencia de la Comisión Central de Control del partido el 9 de febrero de 1929, que reiteró el pleno del comité central en abril. La mayoría venció a la Oposición de Derechas y la obligó a “admitir sus errores” en noviembre de ese año, momento en el que Bujarin perdió el control del Pravda, Tomski su presidencia de los sindicatos y Rýkov la de la presidencia de la RSFS de Rusia, aunque conservó la de la URSS. Los dirigentes de la oposición admitieron sus «errores» para poder permanecer en el partido. Rýkov perdió su puesto como Presidente del Consejo Superior de Economía Nacional ruso el 18 de mayo de 1929, pero retuvo sus dos otros puestos. En diciembre de 1930, tras otra derrota de los derechistas, Rýkov perdió su puesto en el Politburó el 21 de diciembre. Fue reemplazado por Viacheslav Mólotov en sus presidencias de los Consejos de Trabajo y Defensa y de Economía Nacional de la URSS el 19 de diciembre.

## Decadencia y ejecución

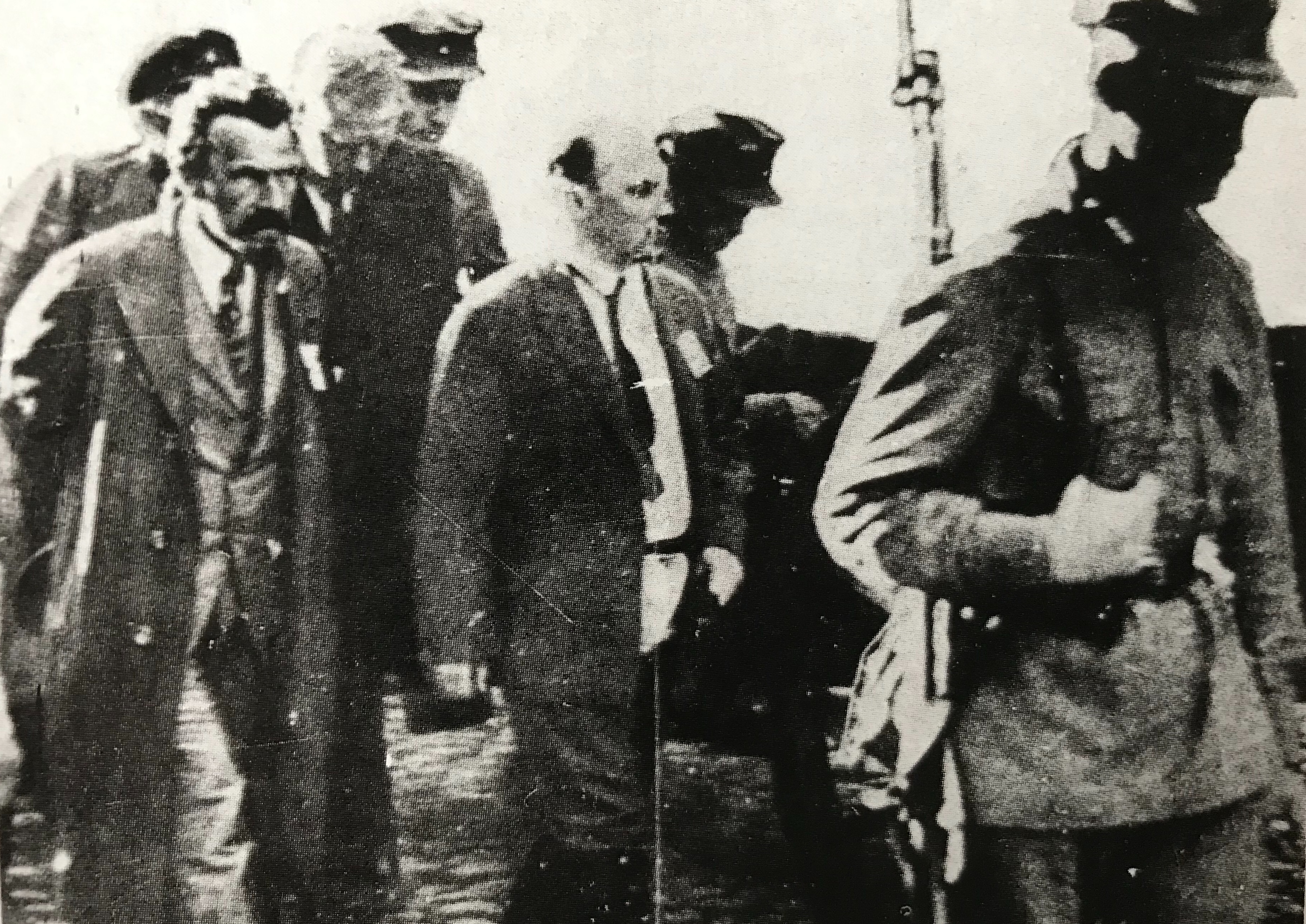
Rykov (izquierda) y Bujarin antes de su juicio, 1938.

El 30 de mayo de 1931, Rýkov fue nombrado Comisario del Pueblo de Correos y Telégrafos, un ministerio que conservó tras su reorganización como Comisariado del Pueblo de Comunicaciones en enero de 1932. El 10 de febrero de 1934 fue degradado a miembro candidato del Comité Central. El 26 de septiembre de 1936, en la ola de acusaciones realizada en los primeros Juicios de Moscú contra Kámenev y Zinóviev, y tras el suicidio de Tomski, Rýkov perdió su posición como Comisario del pueblo, aunque continuó en el CC. 
La mención de Kámenev de los dirigentes de la antigua Oposición de derecha (Bujarin, Rýkov y Tomski) durante su juicio en agosto de 1936 llevó al fiscal general Andréi Vyshinski a anunciar su investigación por complicidad con los acusados. Al día siguiente, Tomski se suicidó. El 8 de septiembre, Bujarin y Rýkov se enfrentaron a Grigori Sokólnikov, que retiró sus acusaciones e indicó que su información de colusión entre estos y los acusados provenía del propio Kámenev; esto hizo que se detuviesen las investigaciones sobre ellos. A pesar del abandono oficial de la investigación tras la declaración de Sokólnikov, Nikolái Yezhov continuó enviando material acusatorio a Stalin durante los meses siguientes. Yezhov los acusó durante la sesión plenaria del comité central del 4 de diciembre de formar parte de la organización terrorista de Trotski y Zinóviev.
Al tiempo que la Gran Purga de Stalin se intensificaba a comienzos de 1937, Rýkov y Bujarin fueron expulsados del comité central y del PCUS y arrestados en la sesión del Comité Central del 27 de febrero. Se los entregó al NKVD para que este continuase la investigación de los crímenes de los que se los había acusado: mantenimiento de la Oposición de derecha, conspiración para derrocar al Gobierno y restaurar el capitalismo en la URSS, asociación con otros grupos de oposición (partidarios de Zinóviev, Kámenev, Trotski, mencheviques, etc.), terrorismo y confabulación para llevar a cabo un alzamiento armado. Durante el pleno del comité central había rechazado las acusaciones que se le hicieron. En marzo de 1938 Rýkov, junto a Bujarin, Génrij Yagoda, Nikolái Krestinski y Christian Rakovski fue juzgado en el Tercer Juicio de Moscú, acusado de haber conspirado con Trotski contra Stalin, encontrado culpable de traición y ejecutado el 12 del mes. El Gobierno soviético anuló la sentencia y rehabilitó a Rýkov en 1987, en el proceso de la perestroika llevada a cabo por Mijaíl Gorbachov.